# Greg Brown III
Pour les articles homonymes, voir Greg Brown (homonymie) et Brown.
Gregory James Brown III, né le 1er septembre 2001 à Dallas dans le Texas, est un joueur américain de basket-ball évoluant au poste d'ailier fort. Il mesure 2,01 m.

## Biographie

### Université
Il évolue une saison sous le maillot des Longhorns du Texas puis déclare sa candidature à la draft 2021 le 13 mai 2021.

### NBA
Il est choisi en 43e position par les Pelicans de La Nouvelle-Orléans puis envoyé vers les Trail Blazers de Portland lors de la draft 2021 de la NBA. Il est coupé en février 2023.
En octobre 2023, il signe un contrat two-way avec les Mavericks de Dallas.

## Statistiques

### Universitaires
Les statistiques de Greg Brown III en matchs universitaires sont les suivantes :
| Saison    | Équipe   | Matchs | Titul. | Min./m | % Tir | % 3pts | % LF | Rbds/m. | Pass/m. | Int/m. | Ctr/m. | Pts/m. |
| --------- | -------- | ------ | ------ | ------ | ----- | ------ | ---- | ------- | ------- | ------ | ------ | ------ |
| 2020-2021 | Texas    | 26     | 24     | 20,6   | 42,0  | 33,0   | 70,8 | 6,20    | 0,40    | 0,60   | 1,00   | 9,30   |
| Carrière  | Carrière | 26     | 24     | 20,6   | 42,0  | 33,0   | 70,8 | 6,20    | 0,40    | 0,60   | 1,00   | 9,30   |

### Professionnelles

#### Saison régulière
| Saison    | Équipe   | Matchs | Titul. | Min./m | % Tir | % 3pts | % LF | Rbds/m. | Pass/m. | Int/m. | Ctr/m. | Pts/m. |
| --------- | -------- | ------ | ------ | ------ | ----- | ------ | ---- | ------- | ------- | ------ | ------ | ------ |
| 2021-2022 | Portland | 48     | 6      | 13,3   | 42,6  | 31,1   | 67,7 | 2,80    | 0,70    | 0,50   | 0,50   | 4,70   |
| Carrière  | Carrière | 48     | 6      | 13,3   | 42,6  | 31,1   | 67,7 | 2,80    | 0,70    | 0,50   | 0,50   | 4,70   |

## Distinctions personnelles
- Big 12 All-Newcomer Team (2021)
- Big 12 All-Freshman Team (2021)
- McDonald's All-American (2020)
- Texas Mr. Basketball (2020)
- Texas Gatorade Player of the Year